# صبي جولي
صبي جولي (بالإنجليزية: Gully Boy)‏ هو فيلم درامي موسيقي هندي باللغة الهندية عام 2019 من إخراج زويا أختر وكتابة أختر وريما كاجتي. تم إنتاج الفيلم على يد ريتيش سيدواني ‏ وأختر فرحان أختر تحت راية شركتي تايغر بيبي فيلمز واكسل للانتاج الترفيهي، مع مغني الراب الأمريكي ناز كمنتج تنفيذي. يقوم ببطولته رانفير سينغ في دور البطولة جنبًا إلى جنب مع عاليا بهات وكالكي كويتشلن وسيدهانت شاتورفيدي وفيجاي فارما وأمروتا سوبهاش وفيجاي راز في الأدوار الداعمة. مستوحى من حياة مغني الراب الهنديين ديفاين ونايزي، الفيلم هو قصة بلوغ سن الرشد حول مغني الراب الطموح مراد أحمد (سينغ)، من أحياء دارافي الفقيرة في مومباي.
بدأ التصوير الرئيسي لفيلم صبي جولي في يناير 2018 وانتهى في أبريل 2018. تم عرضه لأول مرة في مهرجان برلين السينمائي الدولي في 9 فبراير 2019 وتم إصداره في 15 فبراير 2019 وتلقى مراجعات إيجابية للموسيقى والتصوير السينمائي وإخراج أختر والقصة والسيناريو والحوارات والأداء (خاصة سينغ وبهات وتشاتورفيدي وفارما) والرسالة الاجتماعية. بإجمالي إجمالي عالمي يتجاوز 2.38 مليار روبية هندية (40 مليون دولار أمريكي)، برز الفيلم كثامن أعلى فيلم هندي من حيث الإيرادات لهذا العام.
فاز فيلم صبي جولي بـ 13 جوائز فيلم فير، وهو أكبر عدد من الجوائز لفيلم واحد في عام واحد، بما في ذلك أفضل فيلم، وأفضل مخرج، وأفضل ممثل (سينغ)، وأفضل ممثلة (بهات). كما أصبح الفيلم السادس الذي يفوز بجميع الجوائز الأربع الكبرى في حفل توزيع جوائز فيلم فير (أفضل فيلم، أفضل مخرج، أفضل ممثل، وأفضل ممثلة)، بعد Guide (1965)، رجوع العاشق المجنون (1995)، كوتش كوتش هوتا هي (1998)، ديفداس (2002) و بلاك (2005). وعلى الصعيد الدولي، فاز الفيلم بجائزة NETPAC لأفضل فيلم آسيوي في مهرجان بوتشون الدولي للأفلام الرائعة في كوريا الجنوبية. وقد تم اختياره أيضًا ليكون المدخل الهندي ‏ لأفضل فيلم دولي في حفل توزيع جوائز الأوسكار الثاني والتسعين، ولكن لم يتم ترشيحه.

## الحبكة
مراد أحمد، طالب جامعي في سنته الأخيرة، يعيش في الأحياء الفقيرة في دهارافي في مومباي. ويجلب والده المسيء، أفتاب شاكر أحمد، إلى المنزل زوجة ثانية أصغر سناً بكثير، مما يسبب الكثير من الاستياء للعائلة. يبدو أن مراد مهتم بموسيقى الراب. تتدرب صديقته القديمة والمتسلطة للغاية، صافينا فردوسي، لتصبح جراحة وتلتقي به بشكل روتيني في السر.
بعد إصابة أفتاب، أُجبر مراد على العمل بدوام جزئي كسائق، وبدأ في الكتابة؛ وكانت كلمات أغانيه مستوحاة من عدم المساواة التي لاحظها أثناء العمل. يصادق مغني الراب المحلي Shrikant "MC Sher" Bhosle، الذي يراه يؤدي عروضه في مهرجان الكلية. يدعوه MC Sher إلى الأداء في العروض السرية ومعارك الراب، وفي النهاية يتعاون معه في فيديو راب على يوتيوب.
تتواصل شويتا "سكاي" ميهتا، طالبة كلية بيركلي ومنتجة التسجيلات، مع مراد وشير بعد مشاهدة الفيديو، وتعرض عليهما التعاون في أغنية جديدة. يحظى الفيديو المصاحب، الذي تم تصويره في دارافي، بشعبية كبيرة بسرعة. يصبح مراد وسكاي قريبين من بعضهما ويمارسان الجنس في النهاية، لكن مراد يخفي ذلك عن سافينا. عندما تكتشف سافينا الأمر، تتفاعل بعنف تجاه سكاي من خلال تحطيم زجاجة بيرة على رأسها. نتيجة لذلك، تم إحضارها من قبل الشرطة ولكن لم يتم القبض عليها حيث لم يوجه سكاي اتهامات ضدها. في النهاية ينفصل مراد عن سافينا بسبب طبيعتها التملكية. مع تصاعد عنف أفتاب تجاهه وتجاه شقيقه سهيل ووالدته رازيا، يقرر مراد مغادرة المنزل مع رازيا وسهيل والعمل بدوام كامل لدى خاله عتيق خان.
لاحقًا، عندما تعبّر سكاي عن مشاعرها الرومانسية تجاهه، يرفض مراد تقدمها لأنه لا يزال يحب سافينا ويقرر التصالح معها. يتنافس مراد وشير على افتتاح حفل ناس في مومباي، ويتأهل مراد إلى النهائيات بعد معركة راب ناجحة. بعد أن تحسنت ثقته بنفسه نتيجة التقدير الذي يتلقاه من معجبيه، وقف مراد أخيرًا في وجه أفتاب وعتيق عندما قللا من شأن شغفه. ويعود لاحقًا إلى صفينا. ويستمر في الفوز بالمسابقة ويصبح واحدًا من أفضل مغني الراب في الهند. وينتهي الفيلم بمشهد لأصدقائه وعائلته وسافينا وهم يشاهدونه بسعادة وهو يبدأ عرضه الافتتاحي المنتصر.

## طاقم الممثلين
- رانفير سينغ بدور مراد أحمد المعروف أيضًا باسم جولي بوي
- علياء بهات بدور سفينة الفردوسي، زوجة مراد المتملكّة صديقة
- سيدهانت شاتورفيدي بدور شريكانت بهوسل المعروف أيضًا باسم إم سي شير.
- فيجاي راز بدور أفتاب شاكر أحمد، والد مراد
- فيجاي فارما بدور معين عارف
- أمروتا سوبهاش بدور راضية أحمد والدة مراد
- أخلاق خان بدور ناصر الفردوسي، والد سفينة
- شيبا شدها بدور حميدة الفردوسي، والدة سفينة
- كالكي كوشلين بدور شويتا ميهتا والمعروفة أيضًا باسم سكاي
- أيان زبير رحماني في دور سفينة أخ
- راهول بيسكي في دور شينتو
- جيوتي سوبهاش بدور دادي
- ناكول روشان ساهديف في دور سلمان
- شروتي شوهان في دور مايا
- فيجاي موريا بدور عتيق خان، عم مراد
- سريشتي شريفاستافا في دور ألبينا داداركار
- ماليكا سينغ في دور سوهاني، أفضل صديقة لسافينا
- تينا بهاتيا في دور بارفين
- رحيل جيلاني في دور ريشي
- سفار كامبل في دور سهيل
- شيتنيا شارما في دور MC Checkmate
- جاسلين رويال بدور جوهي
- ميكايلا تانوار في دور جيما
- كبرى سعيد في دور سكارليت
- حكم الشاه بنفسه
- سامبهاف جاين بدور باندرا بوي[7]
- بوبي فريكشن كحكم في معركة الراب
- ديفاين في دوره
- نايزي في دوره
- إيميواي بانتاي في دوره
- KR$NA في دوره
- برودها ف في دوره الخاص
- روهيت سانجوان في دوره المحرر
- راهول بوس في دور راكب المقعد الخلفي (ظهور قصير غير مذكور)

## إنتاج
قام أختر باستغلال قصة اثنين من مغنيي الراب المقيمين في مومباي، نيزي وديفاين، وتحويلها إلى قصة موسيقية تصور كفاح مغني راب طموح ومحيطه الذي يؤثر على رحلته. بدأ التصوير الرئيسي للفيلم في 10 فبراير 2018  وانتهى في أبريل 2018. كان مغني الراب الأمريكي ناس منتجًا تنفيذيًا للفيلم.

## الموسيقى التصويرية
تتضمن الموسيقى التصويرية المكونة من 18 أغنية، والتي تم إصدارها على جميع منصات البث في 12 يناير 2019، ما يقدر بنحو 54 مساهمًا، بما في ذلك مغني الراب من جميع أنحاء البلاد، ومنسقي الموسيقى، ومنتجي الموسيقى، ومحترفي الإيقاع، مثل DIVINE و Naezy وSez on the Beat و Rishi Rich وDub Sharma و Jasleen Royal وAce و Ishq Bector وMC Altaf وMC TodFod و100RBH وMaharya وNoxious D وViveick Rajagopalan وغيرهم. بصفته مشرفًا موسيقيًا، عمل أنكور تيواري  مع مجموعة متنوعة من الفنانين في الاستوديو، بهدف "جمع عالمي الهيب هوب وبوليوود معًا".
تم إصدار أغنية ترويجية للفيلم بعنوان "NY Se Mumbai" في 9 فبراير 2019 وأداها DIVINE وNaezy و رانفير سينغ، إلى جانب مغني الراب الأمريكي Nas. تم إنتاج الأغنية بواسطة XD Pro Music، وهو ثنائي إنتاج مقره تورنتو، وIll Wayno.

## التسويق والاصدار

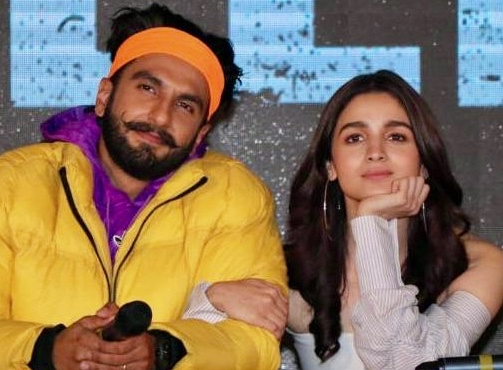
رانفير سينغ وعليا بهات في حفل إطلاق تريلر فيلم Gully Boy

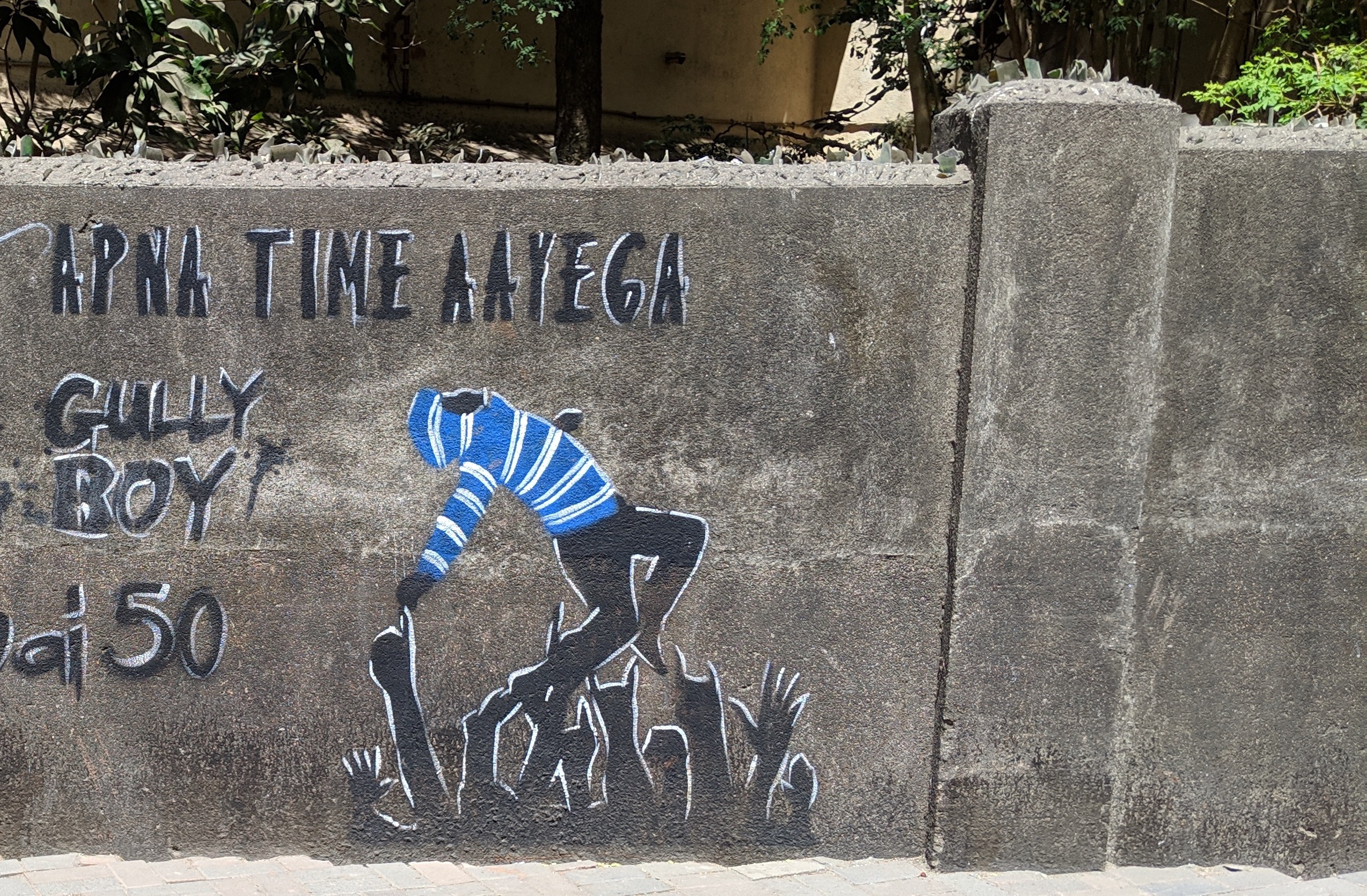
كتابات على الجدران لـ "Apna Time Aayega" في مومباي

تم تأكيد إصدار فيلم صبي جولي في 14 فبراير 2019 بواسطة عليا بهات. تم إصدار الملصق الرسمي الأول للفيلم في 1 يناير 2019 وتم تأكيد تاريخ الإصدار ليكون 14 فبراير 2019. تم الكشف عن ملصقين مسرحيين جديدين يكشفان عن مظهر الممثلين الرئيسيين للفيلم للجمهور في 2 يناير 2019. تم اختيار الفيلم في قسم خاص بمهرجان برلين السينمائي الدولي في دورته التاسعة والستين ‏. تم عرض الفيلم في 9 فبراير 2019 في عرضه العالمي الأول بالمهرجان. تم إصداره في الهند في 14 فبراير 2019  على 3350 شاشة وفي الأسواق الخارجية على 751 شاشة، مع إجمالي 4101 شاشة في جميع أنحاء العالم.
تكهن بعض الكتاب بوجود أوجه تشابه بين صبي جولي وفيلم 8 أميال (2002) بطولة إمينيم. وصف الكاتب أديتيا ماجال في مجلة The Quint الفيلم بأنه "نسخة هندية معدلة من فيلم 8 Mile "، على الرغم من تقديره للفيلم باعتباره ترفيهيًا، بعد تحديد ما يعتبره العديد من أوجه التشابه. كانت الصحفية راشنا تياجي من The Week أكثر قسوة في مراجعتها، حيث صنفت الفيلم بـ 2.5/5 ووصفته بأنه "نسخة هندية مقلدة من الفيلم". ونفت المخرجة زويا أختر هذه الادعاءات، فردت "أفهمها (المقارنة). أنا أفهمها تمامًا، لأن هذه هي نقطة المرجع وهذا ما رأوه، لذا فهذه هي نقطة المرجع المباشرة والناس هنا يحبون فعل ذلك".

### فيديو منزلي
تم طرح الفيلم على أمازون برايم فيديو كـ فيديو حسب الطلب في 16 أبريل 2019.

### توزيع
حصلت شركة AA Films على حقوق توزيع الفيلم في عموم الهند، بينما حصلت شركة Cinestaan AA Distributors و Zee Studios International على حقوق التوزيع في الخارج. كما حصلت شركة Magic Cloud Media & Entertainment على حقوق التوزيع في نيوزيلندا.

## استقبال
حصل فيلم صبي جولي على مراجعات إيجابية، مع الثناء على القصة والإخراج والموسيقى والسيناريو والأداء (خاصة سينغ وتشاتورفيدي وفارما وبهات).
أعطت آنا إم إم فيتيكاد من فيرست بوست فيلم صبي جولي أربع نجوم من أصل خمسة، وكتبت، "رانفير سينغ وآليا بهات جيدان بشكل مدمر في النشيد النهائي لزويا أختر للمتمردين". وصفه راجا سين من صحيفة هندوستان تايمز بأنه "أول فيلم هندي عظيم لعام 2019"،  بينما وصفه تاران أدارش من بوليوود هانجاما بأنه "أفضل فيلم لأختر حتى الآن". كما أعطى راشيت جوبتا من صحيفة تايمز أوف إنديا أربع نجوم أيضًا. كما أعطت سوكانيا فيرما من موقع Rediff.com أربع نجوم أيضًا. كتب موقع Livemint، "إنه تحول صعب المنال - صعب للغاية - ويبدو حقيقيًا". علقت أنوباما تشوبرا قائلة: "بحلول النهاية، كنت أمسح دموعي وأهتف بشدة ليس فقط من أجل مراد، ولكن من أجل كل واحدة من هذه الشخصيات للعثور على السعادة".
أعرب سايبال تشاترجي من NDTV عن رأيه قائلاً: "يمكن الإشادة بفيلم صبي جولي بكل إخلاص لحرفيته وشخصياته الرائعة ورانفير سينغ. إنه يقتل تمامًا عمل مغني الراب البطيء. والأكثر من ذلك، أنه يفعل ذلك بقدر كبير من الطاقة". وفي مقال كتبه لمجلة Film Companion، أعطى بارادواج رانجان فيلم Gully Boy ثلاث نجوم من أصل خمسة ووجد أنه "ألطف مما كان متوقعًا، ولكنه مسلٍ للغاية ومصنوع بشكل جميل". قامت أنانيا باتاتشاريا من صحيفة إنديا توداي بتقييمه بثلاث نجوم من أصل خمسة. كما أعطته مايور ساناب من Deccan Chronicle ثلاث نجوم. اعتبر موقع The Wire أن الفيلم يتناول موضوعات بوليوود.
قام مانجوشا رادها كريشنان من جلف نيوز بتقييم الفيلم بـ 4/5 وكتب، "عندما ينهار، تنهار أنت معه وهذا أحد أكبر انتصارات جالي بوي". ومن بين النقاد الدوليين، كتب لي مارشال من سكرين إنترناشيونال : "يتفوق سينغ على أفضل الأفلام في هذا الفيلم النشط والمسلي". أعطى بيتر برادشو من صحيفة الجارديان الفيلم ثلاث نجوم من أصل خمسة. أشادت ديبورا يونج من هوليوود ريبورتر بأختر على إخراجها. قامت أنيتا آير من صحيفة خليج تايمز بتقييم الفيلم بأربع نجوم من أصل خمسة. كتب جاي وايسبرج من فارايتي، "إن أنجح فيلم لزويا أختر حتى الآن هو موسيقى راب سائدة عن شاب مسلم من الطبقة العاملة في مومباي عازم على التحرر من قيود التوقعات والطبقة، وكل ذلك يُقدم مع جرعات سخية من كلمات الهيب هوب المكتوبة بمهارة وسرد منسوج جيدًا إلى حد كبير" بطولة "رانفير سينغ بكل سحره". أعطى راجا سين من NDTV الفيلم 4 من أصل 5 نجوم وقال، "فيلم صبي جولي لزويا أختر، قصة المستضعف الذي يسلط الضوء على ثقافة الهيب هوب الفرعية الناشئة في الهند، هو أول فيلم هندي عظيم لعام 2019 واحتفال مثير بالحيوية. الكتابة آسرة، والملمس رائع، وهذا العالم هو كشف. هنا شخصيات ليس لديها مساحة للتنفس تعبر عن نفسها بلا أنفاس، من خلال أسلوب موسيقي ينتمي دائمًا إلى المهمشين. يجد الاختلاف طريقة - وإيقاعًا".

### شباك التذاكر
افتتح فيلم صبي جولي بمجموع 194 مليون روبية هندية (3٫2 مليون دولار أمريكي) في يومه الأول. في أسبوعين من إطلاقه، حقق الفيلم إيرادات 220 كرور روبية هندية (37 مليون دولار أمريكي). حقق الفيلم إيرادات بلغت 166 كرور روبية هندية (28 مليون دولار أمريكي) في الهند و 72.58 كرور روبية هندية (12 مليون دولار أمريكي) في الخارج، مما رفع إجمالي إيراداته العالمية إلى 238.16 كرور روبية هندية (40 مليون دولار أمريكي).

## الخلافات
أثار فيلم صبي جولي الجدل بسبب فوزه بـ 13 جائزة في حفل توزيع جوائز فيلم فير الخامس والستين. أعرب العديد من مستخدمي تويتر والمعجبين عن خيبة أملهم الشديدة ووجهوا دعوات لمقاطعة الجوائز، مع انتشار وسم #BoycottFilmfare على موقع التدوين المصغر. في حين اعتقد الكثيرون أن الفيلم يستحق الفوز، كان آخرون غير سعداء وحتى أنهم وصفوا الجوائز بأنها "إهانة"، ووصفوها بأنها خطوة "لتبرير إرسالها كترشيح لجوائز الأوسكار". لاحقًا، عندما ذهبت جائزة فيلم فير لأفضل كاتب كلمات إلى أغنية الراب "Apna Time Aayega" بدلاً من الأغنية الوطنية "Teri Mitti" من فيلم حرب التاريخي لعام 2019 كيساري، غرد كاتب الكلمات مانوج مونتاشير بخيبة أمله من القرار، وتعهد بعدم حضور حفلات توزيع الجوائز المستقبلية، وحصل على دعم من المعجبين والموسيقيين الآخرين على حد سواء.

## روابط خارجية
صبي جولي على موقع IMDb (الإنجليزية)
- صبي جولي على موقع روتن توميتوز (الإنجليزية)
- صبي جولي على موقع ألو سيني (الفرنسية)
- صبي جولي على موقع بوكس أوفيس موجو (الإنجليزية)
- صبي جولي على موقع فيلمافينيتي (الإسبانية)
- صبي جولي على موقع قاعدة بيانات الفيلم (الإنجليزية)
- صبي جولي على موقع ليتربوكسد (الإنجليزية)
- صبي جولي على موقع كينوبويسك (الروسية)